# Martin Hallqvist
Martin Lars Vilhelm Alexis Hallqvist, född 17 november 1939 i Lund i Malmöhus län, död där 13 augusti 2017, var en svensk diplomat. 
Hallqvist avlade filosofie kandidatexamen 1966. Åren 1962–1963 var han anställd vid svenska ambassaden i Moskva och 1964–1968 vid Utrikesdepartementet (UD). Han var pressattaché i Tokyo 1969–1974 och därefter redaktör, först vid UD 1974 och därefter på Sveriges informationskontor vid generalkonsulatet i New York 1975–1979 samt parallellt med detta pressattaché för FN-delegationen 1977–1979.
Hallqvist var pressråd i Helsingfors 1979–1986, pressombudsman vid UD 1986–1989, kansliråd vid UD:s politiska avdelning 1989–1991 samt tillförordnat departementsråd och enhetschef där 1991–1992. Hallqvist var 1992–1996 Sveriges Ukrainaambassadör i Kiev och ambassadör vid UD 1996–1998. Han blev utrikespolitiskt sakkunnig och ambassadör för Rikspolisstyrelsen 1998.
Martin Hallqvist var son till prästen och läraren Sten Hallqvist och författaren Britt G. Hallqvist samt dotterdotters son till Salomon Eberhard Henschen. Han var från 1966 gift med redaktören Solveig Packalén (född 1943), dotter till verkställande direktör Carl Packalén och Birgit, ogift Hammarberg. Martin Hallqvist är begraven på Norra kyrkogården i Lund.